# Michael Groißmeier

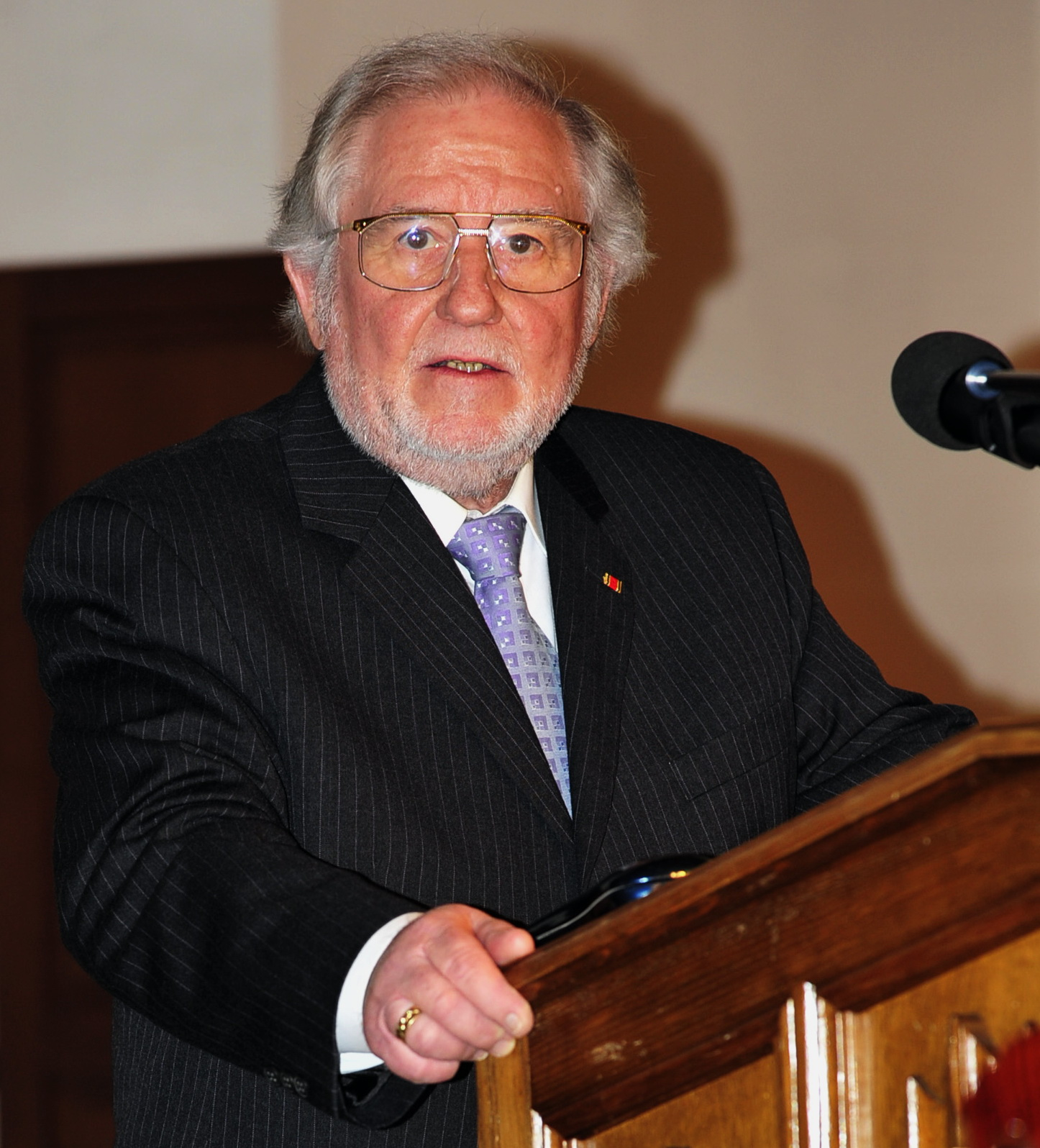
Michael Groißmeier, 2009

Michael Groißmeier (* 21. Februar 1935 in München) ist ein deutscher Lyriker und Erzähler. Er lebt in Dachau bei München und ist Mitglied der süddeutschen Literatenvereinigung "Münchner Turmschreiber". Eine Biografie Groismeiers und Analyse seines Werks schrieb der japanische Literaturwissenschaftler Yukio Kotani.

## Werke
Groißmeier ist bekannt für seine Lyrik, deutsche Haikus und Erzählungen, u. a.:
- Der Zögling (1991, zweite revidierte Auflage 2002)
- Mein irdisches Eden (2001)
- Ärmelschoner und Talar (2002)
- Suche nach Avalun (2006)
- Garten meiner Kindheit (2007)

## Auszeichnungen

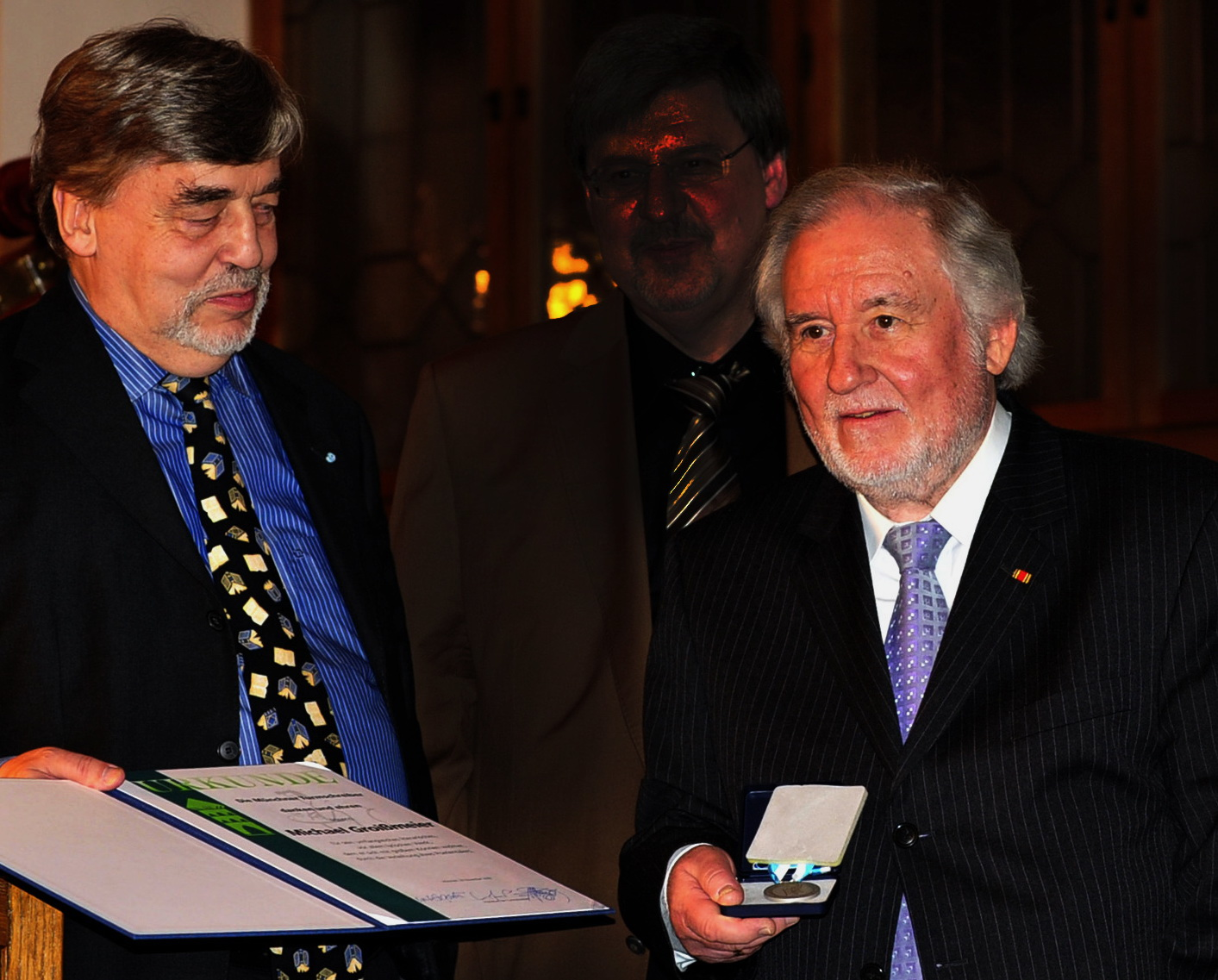
Erich Jooß überreicht Michael Großmeier den Bayerischen Poetentaler

- 1984: Ehrenmedaille der Großen Kreisstadt Dachau
- 1986: Ehrengabe der Stiftung zur Förderung des Schrifttums
- 1998: Verdienstkreuz am Bande des Verdienstordens der Bundesrepublik Deutschland
- 2009: Bayerischer Poetentaler